# Presque Isle Harbor
Presque Isle Harbor – jednostka osadnicza w Stanach Zjednoczonych, w stanie Michigan, w hrabstwie Presque Isle.